# Segunda expedición de Cevallos a Río Grande

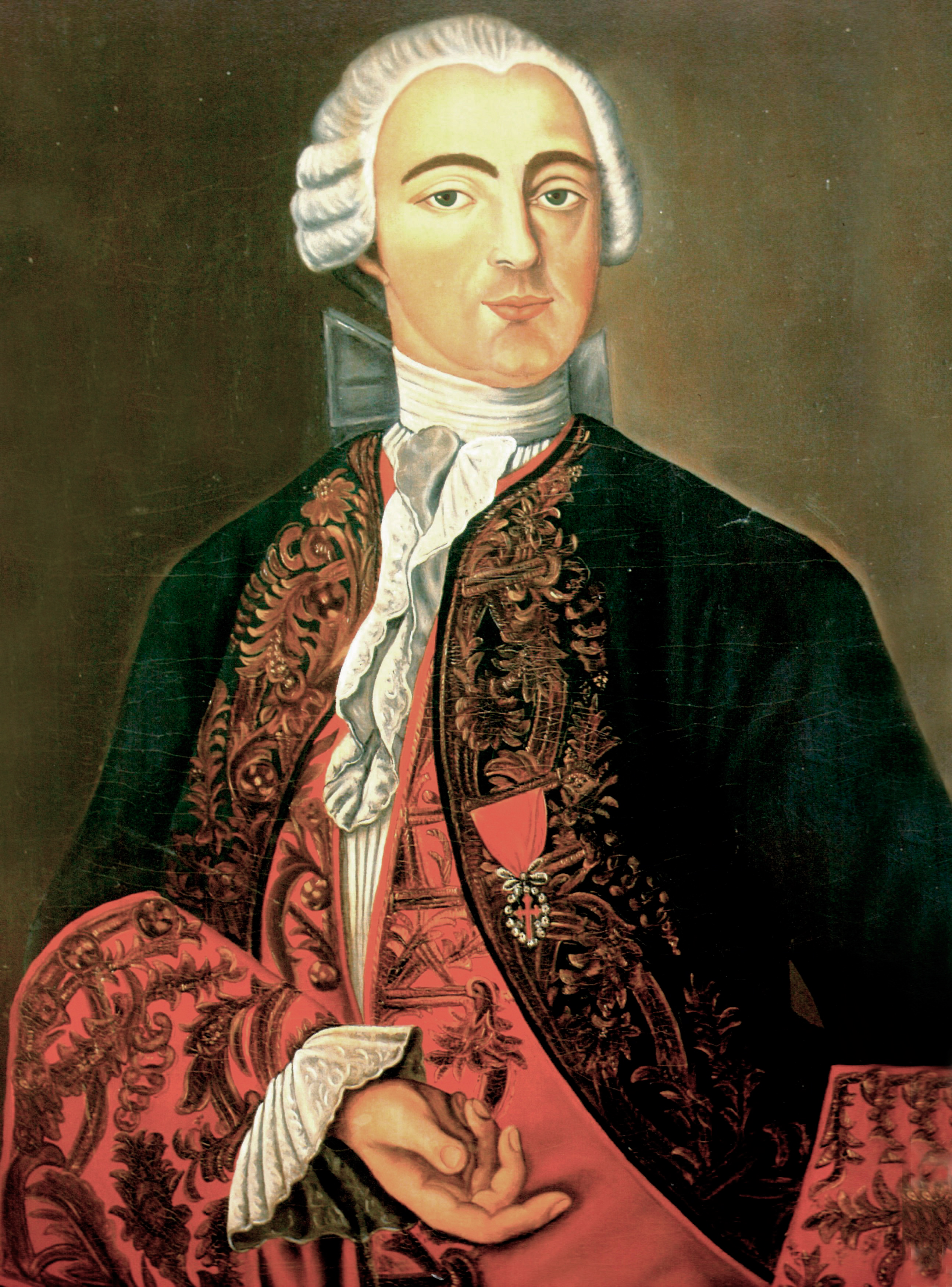
Pedro de Cevallos.

La guerra hispano-portuguesa de 1776-1777 tuvo lugar en el límite entre ambos imperios en la Banda Oriental en Sudamérica. Fue la continuación del conflicto ocurrido entre 1761 y 1763 durante la guerra de los Siete Años. La guerra concluyó con el tratado de San Ildefonso.

## Antecedentes
En la guerra previa de 1761-1763 entre ambos países, España conquistó la Colonia del Sacramento, el Fuerte de San Miguel, la Fortaleza de Santa Teresa y la villa de Río Grande de San Pedro. El 12 de mayo de 1763 el gobernador de Buenos Aires, Pedro de Cevallos, invadió la villa de Río Grande conquistando el Fuerte de Jesús, María, José de Río Grande, retirándose los portugueses hacia São José do Norte en la orilla opuesta a Río Grande, que también fue ocupada por Cevallos. Los pobladores portugueses que no huyeron hacia Porto dos Casais, fueron trasladados por Cevallos a Maldonado, dando origen al pueblo de San Carlos.
El 27 de diciembre de 1763, Colonia del Sacramento y la isla de San Gabriel volvieron a manos portuguesas por el Tratado de París, pero San Miguel, Santa Teresa y Río Grande de San Pedro permanecieron en manos españolas, aumentando la frustración de los portugueses. Estos empezaron a reunir tropas y a acosar a los españoles desde 1767, llegando a reunir un ejército de 6000 hombres, mucho más que los 1450 soldados españoles en la zona. Contaban además los portugueses con una flota de dos corbetas, dos bergantines y dos zumacas, al mando de Jorge Hardcastle.

### Campaña de Vértiz
En mayo de 1767 unos 500 soldados portugueses al mando del coronel Figueiredo atacaron la banda norte del río Grande, que fue abandonada en junio por el destacamento español que la defendía. Se apoderaron también de un puesto avanzado sobre el río Camacuá. Después de reclamar infructuosamente, el 7 de noviembre de 1773, el gobernador de Buenos Aires, Juan José de Vértiz y Salcedo, salió de campaña desde Montevideo con destino a la Cuchilla Grande llevando soldados de las siguientes unidades:
- Regimiento de Infantería de Buenos Aires y Asamblea de Infantería (344 hombres)
- Regimiento de Dragones de Buenos Aires (160 hombres)
- Asamblea de Caballería (25 hombres)
- Asamblea de Dragones (25 hombres)
- Compañía de Artillería (20 hombres)
- Milicias de Caballería de Santa Fe y Blandengues de Santa Fe (200 hombres)
- Milicias de Caballería de Corrientes (240 hombres)

Al llegar a los contrafuertes de la Sierra Geral a principios de 1774, mandó construir el Fuerte de Santa Tecla para evitar que los portugueses siguieran arriando ganado vacuno de la región. La fortificación fue construida por el ingeniero Bernardo Lecocq y le asignó una guarnición de 50 hombres de las tropas veteranas mandados por el capitán Luis Ramírez y otro oficial. Lecocq también reforzó las fortificaciones del Fuerte San Miguel y de la Fortaleza de Santa Teresa en 1775.
Vértiz marchó luego a sitiar el Fuerte Jesús, María, José de Río Pardo, defendido por Figueiredo y 400 hombres del Regimento de Dragões do Rio Pardo. El 2 de enero de 1774, los portugueses de Río Pardo, al mando de Rafael Pinto Bandeira, utilizando una táctica de guerrillas para impedir el avance de 600 soldados españoles que iban a reunirse con Vértiz, atacaron el Fuerte de Santa Bárbara, dispersaron a 400 indígenas misioneros y tomaron prisionero al capitán Antonio Gómez de Velasco con 80 soldados, 1200 caballos, 300 mulares, 100 bueyes, municiones y el plan completo de la invasión del gobernador Vértiz. Vértiz logró ocupar la Guardia de Piquirí, derrotando al capitán Miguel Pedroso. El 14 de enero de 1774, se produjo el Combate de Tabatingaí, cuando las fuerzas reunidas de Rafael Pinto Bandeira, Cipriano Cardozo y el capitán José Carneiro da Fontoura, emboscaron y derrotaron a fuerzas españolas. Esta derrota precipitó la retirada de Vértiz a Río Grande y luego más al sur.
El 10 de noviembre de 1774 llegó a Montevideo una flota española que zarpó de Cádiz el 3 de agosto de 1774 al mando del capitán de navío Martín Lastarría, llevando como refuerzo a los dos batallones del Regimiento de Infantería Galicia. La flota estaba compuesta por el navío Santo Domingo, las fragatas Nuestra Señora de la Asunción, Santa María Magdalena y Santa Rosalía, las urcas Santa Florentina y Anónima. La flota se sumó al bloqueo de la Colonia del Sacramento.

## Desencadenante de la guerra
El alemán teniente general Johann Heinrich Böhm (João Henrique Böhm) fue nombrado comandante de las fuerzas portuguesas del sur del Brasil. Desde la isla de Santa Catalina se desplegaron tropas portuguesas que en enero de 1775 se establecieron en São José do Norte, Porto dos Casais y Río Pardo, convocándose también a las milicias. 
La Guardia de San Martín fue tomada por sorpresa por las tropas portuguesas al mando del mayor Rafael Pinto Bandeira el 31 de octubre de 1775. Los atacantes eran 205 hombres del Regimento dos Dragões do Rio Grande y un grupo de 150 guerrilleros de Río Pardo. La guarnición de la guardia estaba al mando de un teniente, con 3 suboficiales y 20 soldados del Regimiento de Dragones de Buenos Aires. Fue conducida prisionera al Fuerte Jesús, María, José de Río Pardo. La construcción fue arrasada por los portugueses, quienes se apoderaron de armas y arrearon 150 mulas, 1100 caballos, 150 bueyes, 200 yeguas, 2 burros y 6000 cabezas de ganado vacuno. A conocer este ataque, Vértiz envió refuerzos desde Montevideo que llegaron a Santa Tecla el 28 de diciembre de 1775.
El 15 de enero de 1776 las corbetas Nuestra Señora de Atocha y Nuestra Señora de los Dolores, junto con 3 saetías, llegaron con refuerzos españoles a Río Grande y se sumaron como defensa entre los fuertes, embarrancando la primera.
A principios de febrero de 1776 arribó a la zona una flota portuguesa al mando del almirante irlandés Robert MacDouall, compuesta por el navío Santo Antonio, 2 fragatas, 2 paquebotes, un bergantín, una balandra y tres zumacas, sumándose a los barcos al mando de Hardcastle (que ya no tenía un bergantín). Las dos flotas portuguesas desembarcaron la artillería que transportaban en sus bodegas y el 19 de febrero ingresaron en el río Grande en busca de la flota española.
La flota española estaba al mando del capitán de fragata Francisco Javier Morales contando con la corbeta Nuestra Señora de los Dolores (al mando del alférez de navío José Emparán), el bergantín Santiago (al mando de Morales), el bergantín Nuestra Señora de la Pastoriza (al mando del teniente de fragata Juan José de Iturriaga), y las saetías: San Francisco de Asís (al mando del teniente de navío Felipe López Carrizosa) y Misericordia (al mando de Francisco Idiaquez de Borja). Las baterías de los fuertes iniciaron el cañoneo de la flota portuguesa, que perdió una zumaca y un paquebote que quedó varado. Los portugueses atacaron a los barcos españoles intentando abordarlos sin éxito, pero después de 3 horas de combate se retiraron. Los españoles tuvieron 16 muertos y 24 heridos. El intento portugués de desembarcar tropas en el islote de Landino también fracasó.
El 28 de febrero de 1776 Pinto Bandeira y 700 hombres sitiaron Santa Tecla. El capitán Ramírez y 200 hombres abandonaron el fuerte el 24 de marzo, siendo destruido ese día por los portugueses.
En la noche del 31 de marzo al 1 de abril de 1776, Böhm atacó por sorpresa los fuertes de Santa Bárbara y Trinidad (o Mosquito) que protegían a los barcos españoles. El ataque fue con 4 compañías de granaderos, 2 comandadas por el sargento mayor Manuel Soares de Coimbra, y 2 por el sargento mayor José Manuel Carneiro, protegidas por 8 compañías de infantería, 4 comandadas por el brigadier José Raimundo Chichorro y las otras por el coronel Sebastião Xavier da Veiga. Los barcos españoles tenían el viento en contra y no pudieron salir, uno de ellos encalló y los otros dos fueron incendiados. Bohm tomó la villa de Río Grande y el Fortín de Mangueira luego de que los españoles se retiraran rumbo a Santa Teresa incendiando los almacenes. Los portugueses tuvieron 4 muertos, pero lograron hacer algunos prisioneros y tomar artillería y municiones.
Luego de 26 días de cerco, las fuerzas portuguesas de 1500 hombres al mando del sargento mayor Rafael Pinto Bandeira, lograron rendir a los 200 españoles del Fuerte de Santa Tecla el 23 de marzo de 1776, siendo incendiado y arrasado al día siguiente.

## Respuesta española
La respuesta del rey de España Carlos III no se hizo esperar, aprovechando que el antiguo aliado portugués, Gran Bretaña, estaba ocupado en la Guerra de Independencia de los Estados Unidos y no podía ir en su ayuda.
El 27 de julio de 1776, el gobernador y comandante general de Madrid, teniente general Pedro de Cevallos, recibió una nota con el nombramiento de comandante de la expedición a la América meridional que se alistaba en Cádiz, junto con el mando político y militar de las provincias de la Real Audiencia de Charcas y el Corregimiento de Cuyo, en carácter de virrey y capitán general. Una vez concluida la expedición, Cevallos retornaría a su cargo en Madrid, dejando entónces el mando militar i político de las provincias del Rio de la Plata en los términos en que han estado hasta ahora. Cevallos ya había demostrado su habilidad en la expedición de (1762-1763) penetrando profundamente en territorio portugués.
El 1 de agosto de 1776, el rey Carlos III formalizó el nombramiento mediante una Real Cédula que creó un virreinato personal en favor de Cevallos, el Virreinato del Río de la Plata, mientras durara su permanencia en el territorio, dispensado de todas las formalidades y exigencias a las que estaban sometidos los virreyes de acuerdo a las Leyes de Indias. El objetivo era poner en manos del comandante de la expedición todos los recursos disponibles en los territorios del Alto Perú, las gobernaciones del Paraguay, Tucumán y del Río de la Plata, pertenecientes al Virreinato del Perú, y el Corregimiento de Cuyo, que hasta entonces era parte de la Capitanía General de Chile. La Real Cédula expresaba que luego que estéis navegando, á la salida de Cádiz, os deis á rreconocer por tal Virrey, Governador y Capitán General en todos los buques de guerra y de trasporte, para que se hallen en esta inteligencia y estén á vuestras órdenes quantos ban embarcados en ellos.
El rey enviaba la expedición dirijida á tomar satisfacción á los portugueses por los insultos cometidos en mis provincias del Rio de la Plata, siendo el objetivo primario la toma de la Colonia del Sacramento.

## Flota española

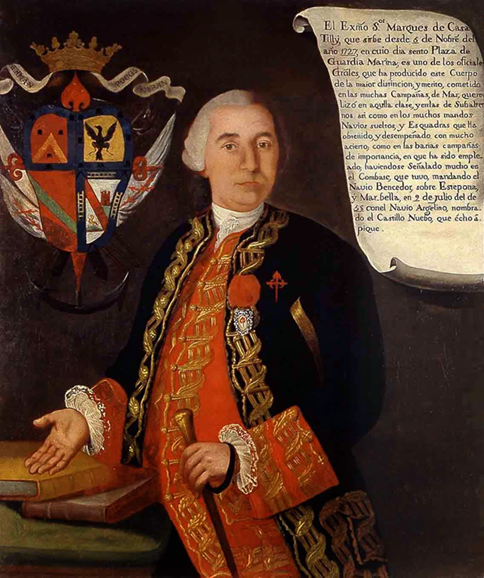
Francisco Javier Everardo-Tilly, Marqués de Casa Tilly, teniente general comandante de la flota española.

El 9 de agosto Cevallos salió de Madrid para organizar personalmente la expedición en Cádiz, contando con casi 9000 hombres y una flota de seis buques de guerra: 
- Poderoso, con 70 cañones, buque insignia al mando del brigadier Juan de Lángara y Huarte
- Santiago la América, con 64 cañones, al mando del brigadier Antonio Osorno y Herrera
- San Dámaso, con 70 cañones, al mando del capitán de navío Francisco de Borja y Poyo
- Septentrión, con 70 cañones, al mando del capitán de navío Antonio Osorno y Funes
- Monarca, con 70 cañones, al mando del capitán de navío Pedro Trujillo
- San José, con 70 cañones, al mando del brigadier Francisco Bances

La flota contaba también con:
- 6 fragatas: Santa Rosa, Santa Margarita, Santa Teresa, Venus, Liebre y Santa Clara;
- el chambequín Andaluz;
- 3 paquebotes: Guarnizo, Marte y Júpiter;
- el bergantín Hoop;
- la urca Santa Florentina;
- 2 bombardas: Santa Eulalia y Santa Casilda;
- la saetía armada Santa Ana
- 2 brulotes y 96 barcos mercantes de transporte.

El comandante de la flota era el teniente general Francisco Javier Everardo Tilly y García de Paredes, marqués de Casa Tilly. 
Las unidades militares de infantería que fueron transportadas se agruparon en 4 brigadas:
- Brigada N° 1 al mando del brigadier Marqués de Casa Cagigal, compuesta por:
  - Batallón N° 2 del Regimiento de Saboya: al mando del teniente coronel Antonio Olaguer Feliú, con 720 hombres
  - Batallón N° 2 del Regimiento de Sevilla: al mando del teniente coronel conde de Argelesso, con 720 hombres
  - Batallón N° 2 del Regimiento Princesa: al mando del teniente coronel Juan Roca, con 720 hombres

- Brigada N° 2 al mando del brigadier Juan Manuel de Cagigal, compuesta por:
  - Batallón N° 1 del Regimiento de Zamora: al mando del coronel y brigadier José Avellaneda, con 721 hombres
  - Batallón N° 2 del Regimiento de Zamora: al mando del teniente coronel Bernardo Salgado, con 720 hombres
  - Batallón N° 1 del Regimiento N° 1 de Cataluña: al mando del coronel Benito Panigo, con 648 hombres

- Brigada N° 3 al mando del brigadier Domingo de Zalazar, compuesta por:
  - Batallón N° 1 del Regimiento de Córdoba: al mando del coronel José de Sotomayor, con 721 hombres
  - Batallón N° 2 del Regimiento de Córdoba: al mando del teniente coronel Diego de la Peña, con 721 hombres
  - Batallón N° 2 del Regimiento de Toledo: al mando del teniente coronel Sebastián de Palomar, con 721 hombres

- Brigada N° 4 al mando del brigadier coronel Guillermo Waugan, compuesta por:
  - Batallón N° 2 del Regimiento de Guadalajara: al mando del teniente coronel Nicolás de Morales, con 721 hombres
  - Batallón N° 2 del Regimiento de Murcia: al mando del teniente coronel Gaspar Bracho, con 721 hombres
  - Batallón N° 1 del Regimiento de Hibernia: al mando del ayudante mayor Enrique White Sebastián de Palomar, con 721 hombres

La caballería se hallaba al mando del coronel Plácido Graell, con 642 hombres, formada por 4 escuadrones (todos N° 2) de 150 hombres de 4 compañías cada uno, de los regimientos de Dragones de Lusitania, Numancia, Sagunto y del Rey.
El Real Cuerpo de Artillería estaba al mando del brigadier Rudesindo Tilly, con 148 hombres.
El Real Cuerpo de Ingenieros estaba al mando del Ricardo Ailmer, con 7 oficiales.
El Estado Mayor estaba compuesto por 14 oficiales.

## Navegación de la flota española
La flota partió de Cádiz el 13 de noviembre dispersándose 36 buques en la travesía. El 17 de enero de 1777 arribaron a la isla Ascensión (punto de reunión previsto), en donde esperaron a los buques dispersos hasta el 30 de enero, aunque la mayoría de ellos no se les unió, por lo que quedó en la isla la saetía Santa Ana para reunirlos. El 7 de febrero, lograron capturar un paquebote, una saetía y la fragata Lucía Fortunata, buques portugueses que se dirigían a Lisboa llevando correspondencia, lo que les permitió conocer el estado de las fuerzas portuguesas en la isla de Santa Catalina. También se conoció que la flota al mando de MacDouall se hallaba en espera de los españoles en la ensenada de Garupas, a 7 leguas al norte de Santa Catalina. Cevallos ordenó el ataque a la flota portuguesa de 12 buques en Garupas, pero al avistarse el 18 de febrero de 1777, MacDouall ordenó escapar aprovechando el viento favorable y al día siguiente tomó rumbo al Norte.
El 13 de diciembre de 1776 zarpó de Cádiz una escuadra con pertrechos, compuesta por los navíos San Agustín (al mando del capitán de navío José Teachaín) y Serio (al mando del capitán de navío Francisco Javier Morales de los Ríos), y la fragata Santa Gertrudis (al mando del capitán de navío Luis Ramírez).

## Toma de Santa Catarina
Pese a la opinión contraria de los jefes de la Armada, Cevallos decidió atacar la isla de Santa Catarina, fondeando la flota el 20 de febrero frente a la isla, desde donde se hicieron algunos disparos. En la noche del 22 al 23 de febrero se inició el desembarco en la playa de San Francisco de Paula, sin oposición portuguesa. Cuando las guarniciones portuguesas de las fortalezas de Ponta Grosa, Ratones y Santa Cruz vieron que los españoles se disponían a atacarlos, se retiraron precipitadamente al continente, dejando la artillería. Varios barcos se dirigieron a atacar el Castillo de Concepción, que fue capturado sin hacer ningún disparo junto con 3 zumacas. 
La mayoría de los 4000 soldados portugueses al mando del mariscal Antonio Carlos Furtado de Mendonça lograron pasar al continente, pero los prisioneros fueron remitidos a Río de Janeiro junto con el gobernador el 14 de marzo. El teniente coronel Juan Roca fue nombrado gobernador de Santa Catalina, quedando en la isla con una guarnición de soldados catalanes al mando del brigadier Juan Waughan. Cevallos envió 3 barcos a España para comunicar la noticia. Luego de esperar vientos favorables durante 10 días, el 30 de marzo la flota de 84 barcos zarpó hacia su segundo objetivo, Río Grande de São Pedro, pero el 31 de marzo fue dispersada por una tormenta y tuvo que continuar hacia Montevideo, llegando Cevallos en el Poderoso el 18 de abril a Maldonado. Al estar averiado el barco, continuó hacia Montevideo en la fragata Venus. Cevallos había enviado una orden a Vértiz, que estaba en Montevideo, para que avance a atacar Río Grande.

## Toma de Colonia del Sacramento
Cevallos llegó a Montevideo el 20 de abril de 1777, donde dividió la flota de guerra, quedándose con 4 fragatas y algunos barcos menores para operar en el Río de la Plata, mientras que el resto de los buques de guerra fueron enviados a buscar a la flota de MacDouall, que seguía siendo una amenaza. Cevallos ordenó a Vértiz detener su avance sobre Rio Grande, retrocediendo hacia Santa Teresa, hacia donde envió al coronel Plácido Graell con 350 dragones y varias compañías de infantería.
El 19 de mayo partió de Montevideo rumbo a Colonia del Sacramento el primer grupo de 18 barcos con la artillería y 8 compañías de granaderos y 4 de cazadores. El 20 de mayo partieron otros 19 barcos con los batallones de infantería. Las tropas desembarcaron los días 22 y 23 de mayo en las cercanías de Colonia, comenzando el asedio, construyendo baterías y trincheras. El 1 de junio el gobernador portugués, Francisco José da Rocha, ofreció capitular, lo que fue rechazado por Cevallos en espera de una rendición incondicional, lo que ocurrió el 3 de junio. Dos días después entraron los españoles y arrasaron la plaza fortificada, apoderándose de 140 piezas de artillería y abundantes pertrechos, cumpliendo la orden real del 4 de agosto de 1776:

(...) tomada dicha Colonia, la haréis demoler y destruir, cegando su puerto cuanto antes se pueda.

El 1 de abril la flota portuguesa zarpó de Río de Janeiro en un intento de aislar a Santa Catalina. Esta flota sorprendió y capturó el 10 de abril al barco San Agustín, que fue renombrado Santo Agostinho, dispersado por una tormenta. El nuevo capitán, quien también jugó un papel importante en la captura de la nave, era un inglés al servicio de Portugal, Arthur Phillip, que más tarde fundó la ciudad de Sídney en Australia.
El 26 de julio naufragó la fragata Santa Clara en el banco Inglés, muriendo 92 tripulantes.
Después de la captura de Colonia del Sacramento, Cevallos marchó con sus tropas hacia Rio Grande de São Pedro, uniendo sus fuerzas con las de Vértiz, que lo esperaba en la Fortaleza de Santa Teresa y el Fuerte de San Miguel, avanzando sobre la población de Río Grande, pero la ofensiva fue detenida el 4 de septiembre de 1777, porque se habían iniciado negociaciones de paz. El 11 de junio de 1777 el rey escribió a Cevallos:

(...) he convenido ahora con la reina Fidelísima mi amada sobrina en una entera cesación de armas que pasa desde luego que recibáis esta mi Real cédula se acaban absolutamente de presente y de futuro las hostilidades y toda efusión de sangre.

## Paz
El 24 de febrero de 1777 el rey José I de Portugal murió y su hija y sucesora, María I, envió un embajador a España. El 1 de octubre se concluyó el Tratado de San Ildefonso entre ambos países. Se acordó la soberanía española sobre la Colonia del Sacramento, la isla San Gabriel y las Misiones Orientales, pero se obligó a España a renunciar definitivamente a la isla de Santa Catalina y al territorio de Río Grande, al este de la Banda Oriental, que había ido siendo ocupado paulatinamente por Portugal y cuya posesión se había consolidado con el Tratado de Madrid de 1750. España recibió también la cesión de las islas de Annobón y Fernando Poo en el golfo de Guinea en África.
Finalizadas las hostilidades, Cevallos entró en Buenos Aires el 15 de octubre de 1777. En noviembre de 1777 las fragatas Santa Catalina y Nuestra Señora de la Soledad partieron de España con ejemplares del tratado preliminar y la orden de retorno de los expedicionarios. Cevallos partió de Montevideo para España el 30 de junio de 1778 en el navío Serio. Para el otoño de 1778 la mayoría de las tropas españolas había retornado a Cádiz.

## Consecuencias
Uno de los resultados de la guerra fue que Portugal se mantuvo neutral cuando la Guerra de Independencia de los Estados Unidos se convirtió en una guerra mundial en 1778 con la entrada de Francia y de España en 1779. Los portugueses estaban obligados a ayudar a los británicos por el tratado entre ambos, pero decepcionados por la falta de apoyo de los británicos contra España, Portugal no entró en la guerra.
Vértiz logró que 930 soldados y oficiales de la expedición permanecieran voluntariamente en el Río de la Plata, engrosando las unidades fijas. El resto regresó a España con Cevallos en 1778.